# 措斯楚普
措斯楚普（丹麥語：Taastrup），丹麥西蘭島上的城镇，霍耶-措斯楚普市鎮的行政中心。